# 笛井事務所
笛井事務所（ふえいじむしょ）は、日本の演劇プロデュースユニット。2012年、奥村飛鳥がニューヨーク在住中に立ち上げ。2013年に安部公房作「友達」で旗揚げ。

## 概要
戦後日本文学を通して現代社会にも通じる人間の不変の姿を見ることをテーマに公演毎に演出家・出演者をアレンジして活動。
2013年の旗揚げ公演では花組芝居の水下きよし演出による安部公房「友達」を上演。
作家のオリジナリティーを尊重する芝居作りをする一方で、岸田國士・星新一などの短篇をミックス構成したオリジナル作品も発表している。

## 公演
- 友達（2013年 明石スタジオ、旗揚げ公演）
- 棒になった男 (2013年  明石スタジオ)
- 岸田國士 Love Collection (2014年 キッドアイラックアートホール)
- 友達  (2014年 明石スタジオ)
- New Planet One  (2014年  明石スタジオ)
- 愛の眼鏡は色ガラス（座・高円寺2、2016年4月13日 - 15日）
- 怪談（武蔵野芸能劇場、2016年9月16日 - 20日）